# Racesport
Racesport est une écurie de sport automobile britannique. L'écurie compte de nombreuses participations au championnat britannique des voitures de grand tourisme.

## Histoire
En 2002, l'écurie participe au championnat britannique des voitures de grand tourisme avec une TVR Tuscan T400R. Elle est pilotée par John Hartshorne et Piers Johnson durant la saison.
En 2002, l'écurie participe pour la première fois aux 24 Heures du Mans. L'année suivante, l'écurie engage deux TVR Tuscan T400R aux 24 Heures du Mans.
En 2005, l'écurie participe au Le Mans Endurance Series. Avant les 1 000 kilomètres de Spa, l'écurie effectue des essais sur le circuit de Silverstone. Lors de la dernière manche qui a lieu à Istanbul, l'équipage composé de Richard Stanton et John Hartshorne, est complété par Rick Pearson.